# حیله‌گر (فیلم ۱۹۸۹)
«حیله‌گر» (انگلیسی: ChaalBaaz) یک فیلم سینمایی هندی در ژانر کمدی بزن‌بکوب به کارگردانی پانکاج پاراشار که در سال ۱۹۸۹ منتشر شد.